# Újvári Mária
Újvári Mária (Torda, 1939. október 3.—) erdélyi magyar könyvtáros, bibliográfus, egyetemi oktató.

## Életútja, munkássága
Középiskoláit a kolozsvári 3. sz. Leánylíceumban végezte (1958), majd a Babeș–Bolyai Tudományegyetemen szerzett francia szakos tanári diplomát (1962). 1990-ben Lyonban az École Supérieure de Bibliothéconomie szakmai továbbképzésén vett részt.
Az egyetem elvégzése után a kolozsvári Központi Egyetemi Könyvtárba került, ahol 1997-ig dolgozott mint bibliográfus. Közben 1979-től tanított az Oktatási Minisztérium Könyvtárügyi Szakosztálya mellett működő kolozsvári Könyvtárosképzőben, 1995–2000 között előadótanárként a BBTE könyvtártan szakán. 1997-től a Soros Alapítványi Könyvtár könyvtárosa, 2002–2005 között az EME könyvtárának vezetője is. Szerkesztője (2005-től) az Erdélyi Gyopár című folyóiratnak.
Az erdélyi könyvtárügy történetére vonatkozó, folyóiratokban, konferenciakötetekben megjelent fontosabb tanulmányai:
- Adalékok a Kolozsvári Egyetemi Könyvtár történetéhez korabeli kéziratok alapján (1920–1921) (in: A magyar könyvtárosok 3. szakmai találkozója. 1992. augusztus 16–18. Budapest, 1993);
- Clădirea Bibliotecii Centrale Universitare din Cluj şi directorul el, Erdélyi Pál. (Philobiblon 1995/1. 101–104);
- Erdély egy 1797-es székelyudvarhelyi földrajzkönyv leírása alapján (in: Örökség és feladat. Tanulmányok romániai magyar könyvekről, könyvtárakról. Sepsiszentgyörgy 1995. 70–74);
- A máramarosszigeti Református Lyceum könyvtárának kéziratos hungarikumai (in: Magyar Könyvtárosok 4. szakmai találkozója. Budapest–Debrecen, 1996. augusztus 7–10. Budapest, 1999. 109–113);
- Új Kelet: a Source for the Study of Transylvanian Jewry in 1920 (Studia Iudaica. V. 1996. 211–217);
- Mikó Imre – megemlékezések születésének kétszázadik évfordulóján (Erdélyi Múzeum 2005/3–4. 191–193);
- Szabó Károly, az EME kiemelkedő könyvtárosa (in: Az erdélyi magyar tudomány történetéből. Kolozsvár, 2006. 41–54).

Elkészítette Gáll Ernő műveinek bibliográfiáját (in: Nemzetiség és felelősség. Írások Gáll Ernő emlékére. Budapest, 2005. 397–466), Benkő Samu nyomtatásban megjelent írásainak bibliográfiáját (in: Emlékkönyv Benkő Samu születésének 80. évfordulójára. Kolozsvár, 2008), a kolozsvári Egyetemi Könyvtár kéziratos hungarikumainak több mint 5000 címet tartalmazó repertóriumát (kiadás alatt). Mint egyetemi előadó szakmai irányítója volt több, a BBTE könyvtártan szakán feldolgozott hazai újság és folyóirat teljes sorozatait felölelő repertóriumnak (Ellenzék 1918–44, Erdélyi Fiatalok 1930–40, Keleti Újság 1919–44, Temesvári Hírlap 1919–40, stb.).

## Önállóan vagy társszerzővel megjelent munkái
- Romániai magyar könyvkiadás 1950–1953 (társszerző Szigethy Rudolf, Kolozsvár, 1995. Romániai Magyar Bibliográfiák);
- Romániai magyar könyvkiadás 1954–1959 (társszerző Bándi Melissa, Kolozsvár, 2006. Romániai Magyar Bibliográfiák);
- Az Erdélyi Múzeum-Egyesület kiadványainak bibliográfiája. 1859–2008 (Kolozsvár, 2009).

## Díjak, elismerések
Könyvtártudományi munkásságának elismeréséül Szigethy Rudolffal együtt az EMKE 1997-ben Monoki István-díjban részesítette.